# جويل مولينا راميريز
جويل مولينا راميريز هو سياسي مكسيكي، ولد في 1 نوفمبر 1942 في ولاية تلاكسكالا في المكسيك، وتوفي بنفس المكان في 24 أكتوبر 2020 بسبب مرض فيروس كورونا 2019. نشط حزبياً في حركة التجديد الوطنية. وقد انتخب عضو مجلس الشيوخ المكسيكي ‏.